# Aeroportul Bíldudalur
Aeroportul Bíldudalur (IATA: BIU, ICAO: BIBD) este un aeroport din Bíldudalur⁠(d), Vesturbyggð⁠(d), Westfjords⁠(d), Islanda ce deservește zona Bíldudalur⁠(d). Aeroportul a fost tranzitat în 2019 de 2.983 de pasageri. A fost numit după zona deservită.
Situat la o altitudine de 8 m, aeroportul dispune de o singură pistă. Este operat de Isavia⁠(d).